# 費爾黑文 (明尼蘇達州)
費爾黑文（英語：Fairhaven）是位於美國明尼蘇達州斯特恩斯縣費爾黑文鎮區的一個普查規定居民點。

## 人口
根據2020年美國人口普查的數據，費爾黑文的面積為5.32平方千米，當中陸地面積為4.94平方千米，而水域面積為0.38平方千米。當地共有人口392人，而人口密度為每平方千米73.68人。